# Parti socialiste de Navarre-PSOE
Le Parti socialiste de Navarre-PSOE (en espagnol : Partido Socialista de Navarra-PSOE, PSN-PSOE) est la fédération territoriale du Parti socialiste ouvrier espagnol (PSOE) en communauté forale de Navarre.
Fondé en 1982 comme scission du Parti socialiste du Pays basque-PSOE, le PSN-PSOE gouverne la Navarre entre 1984 et 1991 avec Gabriel Urralburu. Il retrouve le pouvoir en 1995 dans le cadre d'un gouvernement minoritaire dirigé par Javier Otano qui ne dure qu'un an, avant de rejoindre l'opposition jusqu'en 2011. Partageant le gouvernement avec l'Union du peuple navarrais jusqu'en 2012, les socialistes sont relégués au 5e rang des forces politiques en 2015. En 2019, María Chivite prend la présidence du gouvernement autonome avec le soutien sans participation de Bildu.

## Histoire

### Fondation
Le 26 janvier 1982, le secrétaire général du Parti socialiste du Pays basque-PSOE (PSE-PSOE) Txiki Benegas et celui de la section provinciale de Navarre (ASPN) Gabriel Urralburu annoncent que l'ASPN se constituera bientôt en une fédération autonome au sein du PSOE, qui prendra le nom de Parti socialiste de Navarre-PSOE (PSN-PSOE).

### Crise de l'été 2007
À la suite des élections parlementaires du 27 mai 2007, le PSN-PSOE devient la troisième force politique de la communauté forale, derrière l'Union du peuple navarrais (UPN) et la gauche abertzale de Nafarroa Bai (NaBai). Bien que la direction nationale du parti soit favorable à un gouvernement minoritaire de l'UPN, la direction du PSN-PSOE approuve à l'unanimité le 1er août la formation d'un gouvernement de coalition avec NaBai et la Gauche unie (IU), présidé par le socialiste Fernando Puras (es).
La décision est annulée dès le lendemain par la commission exécutive du PSOE, qui oblige les députés socialistes navarrais à s'abstenir lors de l'investiture à venir de Miguel Sanz, président sortant de la communauté forale et candidat de l'UPN. Puras, porte-parole du groupe parlementaire, remet sa démission le 6 août, tandis que plusieurs élus du parti manifestent devant le siège du Parlement et réclament la démission du secrétaire général Carlos Chivite (es) à l'occasion de la session d'investiture le 11 août, qui voit le maintien de Sanz au pouvoir par 24 voix pour, 12 contre, 11 bulletins blancs et un nul,.

## Secrétaires généraux
| Titulaire                                                            | Dates                                                         | Fonction                                                                                           |
| -------------------------------------------------------------------- | ------------------------------------------------------------- | -------------------------------------------------------------------------------------------------- |
| Gabriel Urralburu                                                    | 6 juin 1982 – 19 juin 1994 (12 ans et 13 jours)               | Président de la Députation forale (1984-1991)                                                      |
| Javier Otano                                                         | 19 juin 1994 – 24 juin 1996 (2 ans et 5 jours)                | Président de la députation forale (1995-1996)                                                      |
| Alberto Pérez Calvo (es) Président de la direction provisoire        | 24 juin – 23 septembre 1996 (2 mois et 30 jours)              | |
| Víctor Manuel Arbeloa (es) Président de la direction provisoire      | 23 septembre 1996 – 8 mai 1997 (7 mois et 15 jours)           | Président du Parlement foral (1979-1983)                                                           |
| Blanca García Manzanares (es), Présidente de la direction provisoire | 8 mai – 14 décembre 1997 (7 mois et 6 jours)                  | |
| Juan José Lizarbe (es)                                               | 14 décembre 1997 – 17 juillet 2004 (6 ans, 7 mois et 3 jours) | |
| Carlos Chivite (es),                                                 | 17 juillet 2004 – 31 mars 2008 (3 ans, 8 mois et 14 jours)    | |
| Roberto Jiménez (es)                                                 | 28 juin 2008 – 13 décembre 2014 (6 ans, 5 mois et 15 jours)   | Vice-président du gouvernement de Navarre (2011-2012)                                              |
| María Chivite                                                        | depuis le 13 décembre 2014 (10 ans, 3 mois et 10 jours)       | Porte-parole du groupe socialiste au Sénat (2014) Présidente de la Communauté forale (depuis 2019) |

## Résultats électoraux

### Parlement de Navarre
| Année | Chef de file           | Voix   | %        | #      | Sièges  | Gouvernement                                    |
| ----- | ---------------------- | ------ | -------- | ------ | ------- | ----------------------------------------------- |
| 1979  | Jesús Malón (eu)       | 48 289 | 18,94    | 2e     | 15 / 70 | Ignacio Del Burgo (1979-1980), Arza (1980-1983) |
| 1983  | Gabriel Urralburu      | 94 737 | 35,63 () | 1er () | 20 / 50 | Urralburu I (1984-1987)                         |
| 1987  | Gabriel Urralburu      | 78 453 | 27,68 () | 1er () | 15 / 50 | Urralburu II                                    |
| 1991  | Gabriel Urralburu      | 91 645 | 33,36 () | 2e ()  | 19 / 50 | Opposition                                      |
| 1995  | Javier Otano           | 62 021 | 20,87 () | 2e ()  | 11 / 50 | Otano (1995-1996), opposition (1996-1999)       |
| 1999  | Juan José Lizarbe (es) | 61 531 | 20,28 () | 2e ()  | 11 / 50 | Opposition                                      |
| 2003  | Juan José Lizarbe (es) | 65 003 | 21,15 () | 2e ()  | 11 / 50 | Opposition                                      |
| 2007  | Fernando Puras (es)    | 74 157 | 22,49 () | 3e ()  | 12 / 50 | Opposition                                      |
| 2011  | Roberto Jiménez (es)   | 51 238 | 15,85 () | 2e ()  | 9 / 50  | Barcina (2011-2012), opposition (2012-2015)     |
| 2015  | María Chivite          | 45 207 | 13,37 () | 5e ()  | 7 / 50  | Opposition                                      |
| 2019  | María Chivite          | 71 838 | 20,63 () | 2e ()  | 11 / 50 | Chivite I                                       |
| 2023  | María Chivite          | 68 247 | 20,68 () | 2e ()  | 11 / 50 | Chivite II                                      |

### Cortes Generales
| Année   | Chef de file                 | Congrès des députés | Congrès des députés | Congrès des députés | Congrès des députés | Sénat | Gouvernement                                  |
| Année   | Chef de file                 | Voix                | %                   | #                   | Sièges              | Sénat | Gouvernement                                  |
| ------- | ---------------------------- | ------------------- | ------------------- | ------------------- | ------------------- | ----- | --------------------------------------------- |
| 1977    | Felipe González              | 54 720              | 21,22               | 2e                  | 2 / 5               | 1 / 4 | Opposition                                    |
| 1979    | Felipe González              | 55 399              | 21,97 ()            | 2e ()               | 1 / 5               | 1 / 4 | Opposition                                    |
| 1982    | Felipe González              | 112 186             | 37,88 ()            | 1er ()              | 3 / 5               | 3 / 4 | González I                                    |
| 1986    | Felipe González              | 97 010              | 35,87 ()            | 1er ()              | 2 / 5               | 3 / 4 | González II                                   |
| 1989    | Felipe González              | 86 677              | 31,52 ()            | 2e ()               | 2 / 5               | 1 / 4 | González III                                  |
| 1993    | Felipe González              | 108 305             | 35,38 ()            | 2e ()               | 2 / 5               | 1 / 4 | González IV                                   |
| 1996    | Felipe González              | 98 102              | 30,78 ()            | 2e ()               | 2 / 5               | 1 / 4 | Opposition                                    |
| 2000    | Joaquín Almunia              | 82 688              | 28,44 ()            | 2e ()               | 2 / 5               | 1 / 4 | Opposition                                    |
| 2004    | José Luis Rodríguez Zapatero | 113 906             | 34,23 ()            | 2e ()               | 2 / 5               | 1 / 4 | Zapatero I                                    |
| 2008    | José Luis Rodríguez Zapatero | 117 920             | 35,28 ()            | 2e ()               | 2 / 5               | 1 / 4 | Zapatero II                                   |
| 2011    | Alfredo Pérez Rubalcaba      | 72 892              | 22,47 ()            | 2e ()               | 1 / 5               | 1 / 4 | Opposition                                    |
| 2015    | Pedro Sánchez                | 54 856              | 15,69 ()            | 3e ()               | 1 / 5               | 0 / 4 | Opposition                                    |
| 2016    | Pedro Sánchez                | 58 173              | 17,53 ()            | 3e ()               | 1 / 5               | 0 / 4 | Opposition (2016-2018), Sánchez I (2018-2019) |
| 04/2019 | Pedro Sánchez                | 94 551              | 26,03 ()            | 2e ()               | 2 / 5               | 1 / 4 | Sánchez I                                     |
| 11/2019 | Pedro Sánchez                | 83 734              | 25,26 ()            | 2e ()               | 1 / 5               | 1 / 4 | Sánchez II                                    |
| 2023    | Pedro Sánchez                | 93 553              | 27,37 ()            | 1er ()              | 2 / 5               | 3 / 4 | Sánchez III                                   |